# Gianluca Paparesta
Gianluca Paparesta (Bari, 1969. május 25. –) olasz nemzetközi labdarúgó-játékvezető. Polgári foglalkozása egy gazdasági főiskola igazgatója. 	

## Pályafutása

### Nemzeti játékvezetés
A játékvezetői vizsgát 1985-ben szerezte meg, 1997-től a Seria B, 1998-tól a Seria A  játékvezetője. 2008. január 1-jén felfüggesztik szakmai munkáját, 2009. február 18-án újra működhet. Első ligás mérkőzéseinek száma: 135.
| Időpont         | Helyszín               | Mérkőzés típusa        | Mérkőzés                      |
| --------------- | ---------------------- | ---------------------- | ----------------------------- |
| 1998. május 16. | VárosiStadion, Vicenza | első Seria A mérkőzése | Vicenza Calcio–Udinese Calcio |

#### Nemzeti kupamérkőzések
Vezetett Kupa-döntők száma: 4.

##### Olasz Kupa
Az olasz JB szakmai felkészültségének elismeréseként többször megbízta a döntő találkozó koordinálásával. Az 1999/2000 szezonban a FIFA JB felkérésre a döntő találkozó mindkét mérkőzését két bíróval vezették le. A második döntő mérkőzésen Roberto Rosetti játékvezetővel irányított. A pozitív tapasztalatok ellenére a FIFA JB nem vezette be ezt az újszerű játékvezetői taktikát. A játékvezetői hármas rövid időn belül fejhallgatós szettet kapott, illetve hat főre bővítették a nemzetközi bírói közreműködők számát.
| Időpont         | Helyszín                     | Mérkőzés típusa         | Mérkőzés                | Eredmény | Nézők száma |
| --------------- | ---------------------------- | ----------------------- | ----------------------- | -------- | ----------- |
| 2000. május 18. | San Siro Stadion, Milánó     | második döntő találkozó | Internazionale–SS Lazio | 0 : 0    | 53 406      |
| 2002. május 10. | Ennio Tardini Stadion, Parma | második döntő mérkőzés  | Parma FC–Juventus FC    | 1 : 0    | 26 864      |
| 2003. május 20. | Olimpiai Stadion, Róma       | első döntő találkozó    | AS Roma–AC Milan        | 1 : 4    | 45 000      |
| 2004. május 12. | Stadio delle Alpi, Torino    | második döntő mérkőzés  | Juventus FC–SS Lazio    | 2 : 2    | 23 000      |

#### Nemzetközi játékvezetés
Az Olasz labdarúgó-szövetség Játékvezető Bizottsága (JB) 2003-ban terjesztette fel nemzetközi játékvezetőnek, a Nemzetközi Labdarúgó-szövetség (FIFA) bíróinak keretébe. Több nemzetek közötti válogatott és klubmérkőzést vezetett. Az olasz nemzetközi játékvezetők rangsorában, a világbajnokság-Európa-bajnokság sorrendjében többedmagával a 46. helyet foglalja el 1 találkozó szolgálatával. Az aktív nemzetközi játékvezetéstől 2008-ban etikai okok miatt búcsúzott.

##### Világbajnokság
A világbajnoki döntőhöz vezető úton Németországba a XVIII., a 2006-os labdarúgó-világbajnokságra a FIFA JB bíróként alkalmazta.
| Időpont           | Helyszín                   | Mérkőzés típusa           | Mérkőzés               | Eredmény | Nézők száma |
| ----------------- | -------------------------- | ------------------------- | ---------------------- | -------- | ----------- |
| 2005. március 30. | A. Le Coq Stadion, Tallinn | előselejtező (3. csoport) | Észtország–Oroszország | 1 : 1    | 8 850       |

## Szakmai sikerek
Az IFFHS (Nemzetközi Futballtörténészek- és Statisztikusok Szövetsége) 1987-2011 évadokról tartott nemzetközi szavazásán 151, játékvezető besorolásával minden idők 117, legjobb bírójának rangsorolta, holtversenyben  Dzsamál as-Saríf, Stefano Farina, Massimo De Santis, Dermot Gallagher, Eduardo Iturralde González, Marco Rodríguez és Alexej Spirin társaságában.